# 六花星
『六花星』（りっかぼし）は、日本のヴィジュアル系ロックバンド、彩冷えるの4thミニアルバム。2007年11月28日に発売された。

## 概要
- 初回限定10000枚

## 収録曲

### CD
1. キリサメ
　(作詞：葵/作曲:夢人)
2. 十六夜風
　(作詞：葵/作曲:タケヒト)
3. last note
　(作詞：葵/作曲:インテツ)
4. 悠久の雨、そして・・・。
　(作詞：葵/作曲:ケンゾ, 夢人)
5. 星ヶ丘
　(作詞：葵/作曲:夢人)
6. スリートイブ
　(作詞：葵/作曲:タケヒト)